# سام هنتنغتون
سام هنتنغتون (بالإنجليزية: Samuel Huntington)‏ (ولد في 1 أبريل 1982) ممثل أمريكي. اشتهر لدوره بطولة جوش ليفيسون، في سلسلة كونك إنسان، على قناة ساي فاي, كما ظهر في مسلسل روزوود.

## روابط خارجية
- سام هنتنغتون على موقع IMDb (الإنجليزية)
- سام هنتنغتون على موقع روتن توميتوز (الإنجليزية)
- سام هنتنغتون على موقع ألو سيني (الفرنسية)
- سام هنتنغتون على موقع أول موفي (الإنجليزية)
- سام هنتنغتون على موقع قاعدة بيانات الأفلام السويدية (السويدية)
- سام هنتنغتون على موقع إن إن دي بي (الإنجليزية)
- سام هنتنغتون على موقع قاعدة بيانات الفيلم (الإنجليزية)
- سام هنتنغتون على موقع كينوبويسك (الروسية)
- الموقع الرسمي